# Neoplatyura mira
Neoplatyura mira är en tvåvingeart som beskrevs av Tarwid 1936. Neoplatyura mira ingår i släktet Neoplatyura och familjen platthornsmyggor.
Artens utbredningsområde är Peru. Inga underarter finns listade i Catalogue of Life.